# Paraíba do Sul
Paraiba (portugalsky Rio Paraiba) je řeka v jihovýchodní Brazílii (São Paulo, Minas Gerais, Rio de Janeiro). Je 1060 km dlouhá. Povodí má rozlohu 60 000 km².

## Průběh toku

Návrh železné lodi pro plavbu řeky Paraíba do Sul (1900).

Pramení v pohoří Serra du Mar a teče v hluboké propadlině mezi tímto pohořím a Serra da Mantiqueira. Na dolním toku protíná řetězec pobřežních hornatin a nedaleko města Campus ústí do Atlantského oceánu.

## Vodní režim
Průměrný průtok vody činí 1010 m³/s. K nejvyššímu vzestupu hladiny dochází v období od prosince do března.

## Využití
Vodní doprava je možná na oddělených úsecích. Na řece byla vybudována vodní elektrárna Ilia.